# Иван Томов (алпинист)
Иван Юриев Томов e български алпинист.

## Биография
Иван Томов е роден 2 май 1984 г. в  град Русе.. Учи в СУЕЕ „Св. Константин-Кирил Философ“, завършил е средното си образование в Русия, а след това завършва и Висшето училище по агробизнес и развитие на регионите (ВУАРР) – филиал Русе.
С планинарство започва да се занимава активно още през ученическите си години. Става член на туристическо дружество „Приста“, а скоро след това завършва курс към БТС за планински водачи. С алпинизъм се занимава активно от 2005 г. През последните години живее и работи в Англия, като финансира сам своите експедиции.
През 2010 г. изкачва Елбрус (5642 м) в Кавказ.
През 2011 г. изкачва Хан Тенгри (7010 м) в планината Тяншан в Киргизстан.
През 2012 г. изкачва седемхилядника връх Ленин (7134 м) в Памир.
През юни 2013 г. Томов участва в експедиция за изкачване на Нанга Парбат (8126 м) в Каракорум, Пакистан. Вечерта на 22 юни, докато той е в лагер 2, в базовия лагер е извършен терористичен акт, при който са убити всички алпинисти с изключение на един (11 алпинисти). Експедицията е преустановена и всички са евакуирани с хеликоптер.
На 23 юли 2014 г. Иван Томов изкачва Броуд Пик (8047 м) в Каракорум, Пакистан заедно с Боян Петров, без кислород и шерпи.
През 2016 година заедно с Боян Петров прави втори опит за покоряване на Нанга Парбат (8126 м). На 7000 метра обаче получава белодробен оток и е лекуван на място от Боян, след като получава съвети по сателитния телефон от специалист в НСА.
През 2017 г. Иван Томов стъпва на първенеца на Ю. Америка Аконкагуа (6962 м), на Матерхорн (4478 м) в Алпите, на Килиманджаро (5895 м) в Танзания.
На 26 септември същата година изкачва осемхилядника Манаслу (8163 м), в Хималаите, Непал.
През 2018 г. Иван Томов прави продължително пътешествие през Централна Азия, изкачвайки множество върхове, като два от тях са седемхилядници в Памир – Корженевска (7014 м) и Исмаил Самани, бивш пик Комунизъм (7495 м). Изкачва и върховете Арарат, Казбек и отново Елбрус.
На 16 май 2019 г. Иван Томов изкачва последния си връх, хималайския осемхилядник Лхотце (8516 м), като с това става вторият българин (след Христо Проданов), изкачил без допълнителен кислород четвъртия по височина връх в света. Негов партньор при това изкачване е руската алпинистка Настя Рунова, като една година по-рано двамата заедно изкачват и двата седемхилядника в Памир. На 17 май 2019 г., на слизане от върха, след нощувка в лагер 4 Иван загива вследствие на мозъчен оток. Въпреки кислорода и поставения му дексаметазон е починал на слизане непосредствено под лагер 4 (7800 метра).
Думи на Иван Томов в последното си интервю, дадено за БНР на 11 май:
| „ | Тръгваме тази нощ нагоре и до една седмица всичко ще приключи - по един или друг начин. Не успях да преборя кашлицата, на моменти е неконтролируема, макар и суха. Надявам се да не се отрази на силите ми и ходенето ми, но не е изключено от сухия и студен въздух над 7000 да ескалира. Нямам идея какво ще стане, но ще рискувам и ще направя опит | “ |

Удостоен е посмъртно със званието „Почетен гражданин на Русе“. Званието се присъжда за изключителни постижения и ярък принос в развитието на алпинизма.